# ×Gonostelma
XGonostelma là chi thực vật có hoa trong họ Apocynaceae.